# 蛇號

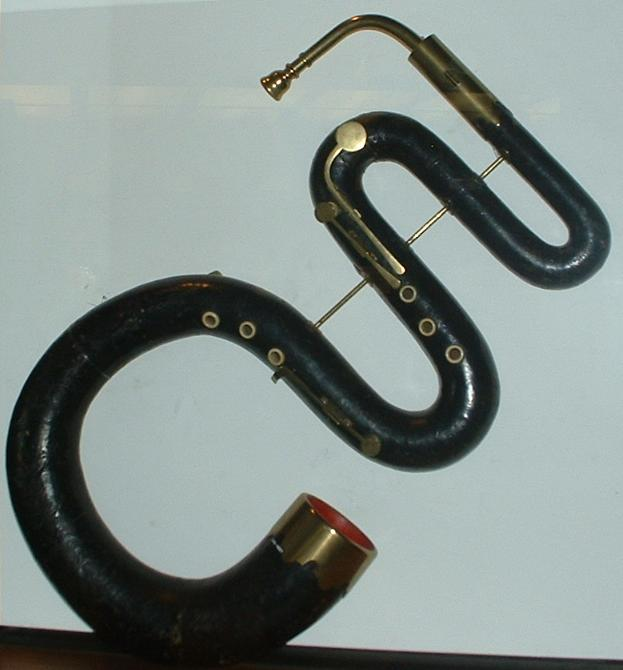
現存於英國倫敦维多利亚和阿尔伯特博物馆內的一支蛇號

蛇號是一種古代樂器，屬於低音域樂器。名稱取其外形彎彎曲曲有如一條蠕動中的蛇一樣而命名。是由木管號所演變出來的。由17至19世紀曾流於於軍樂中，但18世紀末期起便快速地被其他樂器所取代，到了19世紀中後期更差不多被完全取代。

## 起源
從現時的文獻所得，蛇號有可能是由法國人紀萊莫（Canon Edmé Guillaume）於1590年所創製的，然而，最早出現於樂曲中的要等待1743年勒博夫（Jean Lebœuf）的作品 "Mémoires Concernant l'Histoire Ecclésiastique et Civile d'Auxerre" 才出現。另一方面，在十六世紀末期的意大利亦出現過類似的樂器。
法國作曲家巴遼士將蛇號歸類為木管樂器，但標明使用銅管樂器的吹嘴；而依照薩克斯-霍恩博斯特爾分類法，由於蛇號是靠吹咀來發聲的，所以縱然整件樂器都是以木製造，但仍被歸類為銅管樂器，排列在小號的類別。情形就像薩克管一樣－雖然主要是由金屬做製成，但由於以簧片發聲，所以歸入木管樂器。
蛇號曾一度成為管絃樂團的一份子，華格納的作品就曾經多次使用蛇號，同時期亦在軍樂團中出現，不過由於其他相近的低音樂器相繼出現，例如低音巴松管、大號、次中音號等，蛇號旳重要性變得越來越小了。

## 外形
蛇號如其名，外貌是一支被扭成連續「S」字型的木管，當整支管拉直時，長度大約2公尺，但當被「S」字型化後，前後的距離減至約90公分。直徑方面，近吹嘴位置的直徑約為接近2公分，而最闊的直徑則可為13公分至13.5公分。

## 指法
蛇號最初設有六個指孔，以三個指孔為一組，位於管的上端和下端，原理就和直笛一樣，但和直笛不同的是：指孔的距離並不相等，而兩組指孔亦相距甚遠。後來加添了外的指孔，並將單簧管的按鍵裝置加插在附加指孔上以方便吹奏，但原來的六個指孔則仍然維持純以手指頭的按合來開閉。
後來的奧菲克萊德號亦是由蛇號所演變而成的。（事實上將奧菲克萊德這個字拆開：Ophis (Serpent)、Kleis (Closing)，就變成了「加了鍵的蛇號」。）

## 記譜、音高及音域
蛇號採用低音譜記號，並且以實音記譜法。但白遼士在他的著作Treatise on Instrumentation中則指出蛇號是B♭調移調樂器，因此記譜音比實際音高一個大二度。亦只有他一人在寫譜時把它當成移調樂器。
蛇號的最低音為A1，最高音則可以到B♭4（即標準A音再加一個小二度），可吹出三個八度再加上一個小二度。

## 演奏方式

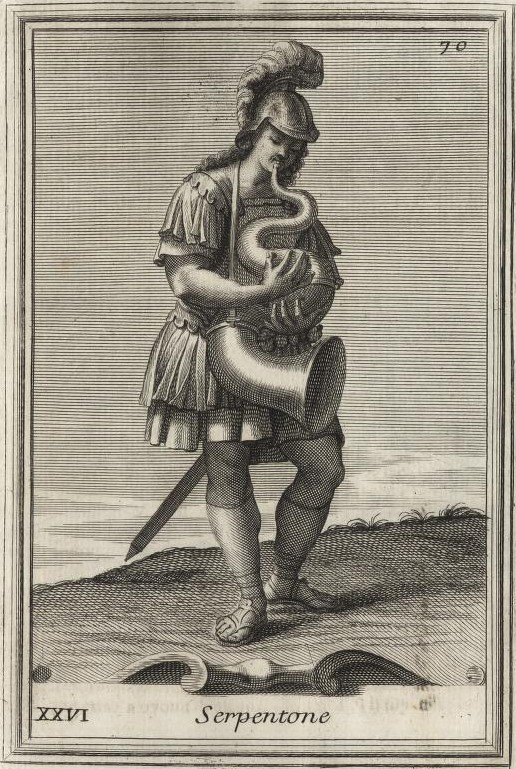
一名古羅馬士兵正吹奏著蛇號。

因蛇號使用如銅管樂器的吹嘴，所以演奏方式和一般銅管樂器相同。樂手吹奏一個音時，除了指孔的不同開合外，亦要靠樂手的嘴形和調校兩唇的鬆緊度來調節音高。吹奏蛇號的樂手，所需要的氣量比現今的低音號還要大。
古代吹奏時蛇號，樂器是垂直持著的，這樣的持法，會令右手需要反手來按鍵，既違反人體自然工學定律，亦不方便。現今蛇號已經改為下斜平面方式持樂器，吹管部份則改良為可轉動調節至樂手的吹奏位置。同時，亦改以左手負責近吹嘴的指孔，右手負責近管尾的指孔。

## 較著名有使用蛇號的交響作品
- 海頓：降B大調管樂嬉戲曲，Hob.II:46
- 孟德爾頌：《風平浪靜及一帆風順》序曲，作品27
- 孟德爾頌：神劇《聖保羅》序曲，作品36
- 孟德爾頌：《第5號交響曲》，作品107
- 華格納：《黎恩濟》序曲